# Católica Lisbon School of Business & Economics

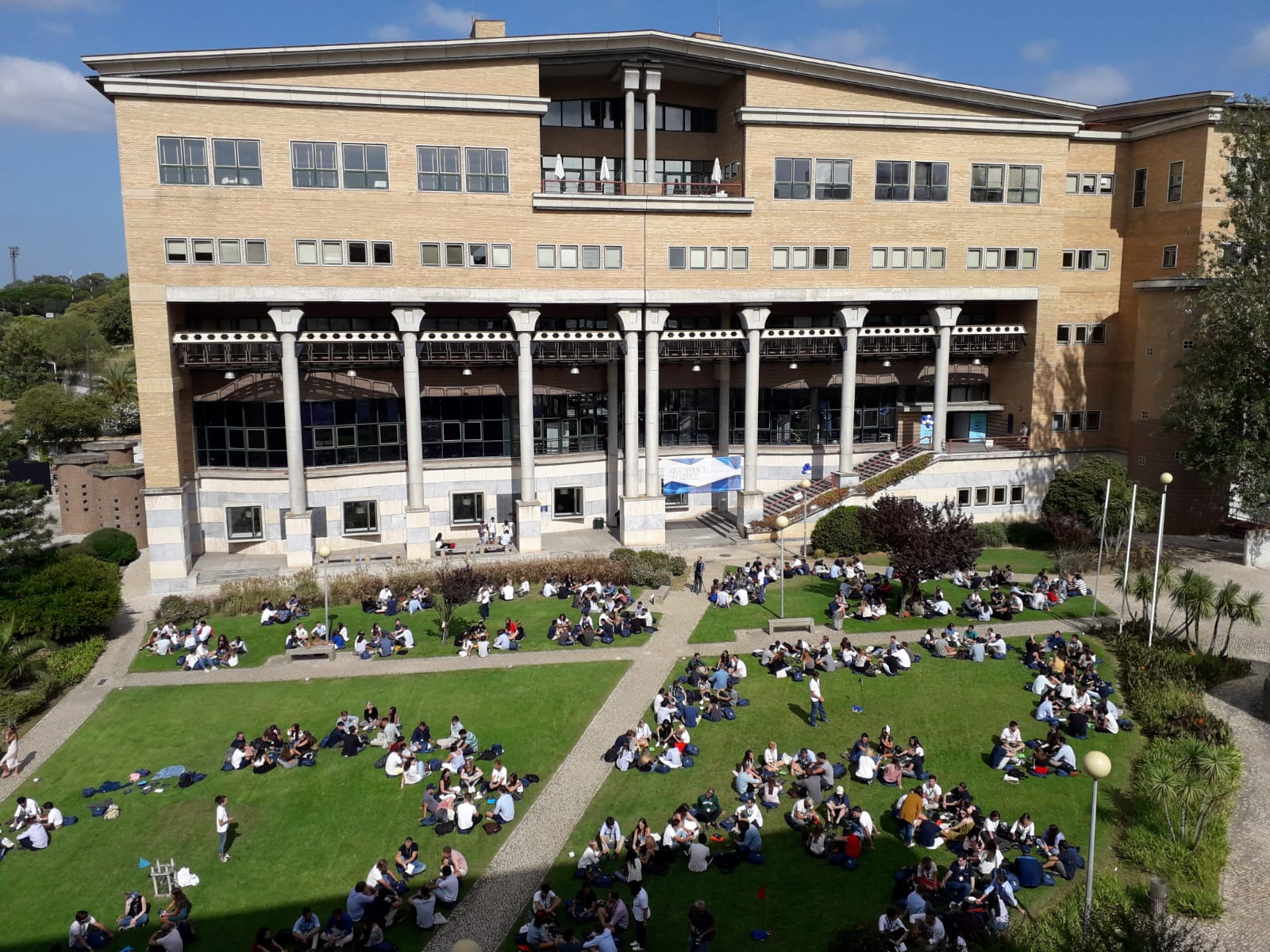
Gebäude der Católica Lisbon School of Business & Economics

Die Católica Lisbon School of Business & Economics (auch Católica Lisbon SBE oder CLSBE genannt) ist die Fakultät für Wirtschaftswissenschaften der Portugiesischen Katholischen Universität in Lissabon. Sie wurde 1989 gegründet und bietet verschiedene Ausbildungsstufen an, darunter den Bachelor bzw. Master in Betriebswirtschaftslehre und Management; ferner den MBA sowie Programme für Führungskräfte.

## Geschichte
Im Jahr 1972 richtete die Católica Lisbon School of Business & Economics ihren ersten Studiengang für Management ein. Im Jahr 1989 nahm die Schule ihre heutige Form an, als die Fachbereiche Business und Economics zur Católica Lisbon SBE fusionierten. Das MBA-Programm wurde 1991 ins Leben gerufen, kurz darauf folgte 1992 die Einführung der Executive Education. Im Jahr 1997 startete die Schule ihr erstes ausländisches Programm für Executive Education in Angola.
2007 war ein entscheidendes Jahr für die Schule – das erste MSc-Programm wurde eingeführt, das im Einklang mit dem Bologna-Prozess konzipiert wurde. In diesem Jahr wurde auch der Lissabonner MBA eingeführt, und die Schule erhielt die Triple Crown-Akkreditierung. 2007 war auch das Jahr, in dem die Católica Lisbon SBE als erste portugiesische Business School in das Financial Times Ranking aufgenommen wurde.

## Studiengänge

### Bachelor
Business Administration & Management
Economics

### Master of Science
International Management
International Finance
Economics
Business Analytics
Finance
Management with specialization in Strategic Marketing
Management with specialization in Strategy, Entrepreneurship & Impact
Business
Die MSc-Programme werden vollständig auf Englisch unterrichtet. Die Studierenden haben auch die Möglichkeit, fächerübergreifend Doppelabschlüsse oder gemeinsame Abschlüsse zu erwerben.

## Rankings
Die Católica Lisbon School of Business & Economics wird laut Financial Times als eine der besten Wirtschaftshochschulen Portugals und als 22. beste Wirtschaftshochschule Europas eingestuft.
Der International Master of Science in Management wird im Ranking der Financial Times Masters in Management 2022 weltweit auf Platz 28 geführt. Der International Master of Science in Finance befindet sich weltweit auf Platz 17.
Die Católica Lisbon School of Business & Economics zählt zu den 1 % der Business Schools weltweit, die Triple Crown akkreditiert sind (AACSB, EFMD und AMBA).